# Mateus Vicente de Oliveira
Mateus Vicente de Oliveira (1733-1786) était un architecte portugais, ingénieur militaire et architecte de la Casa do Infantado. 

## Biographie

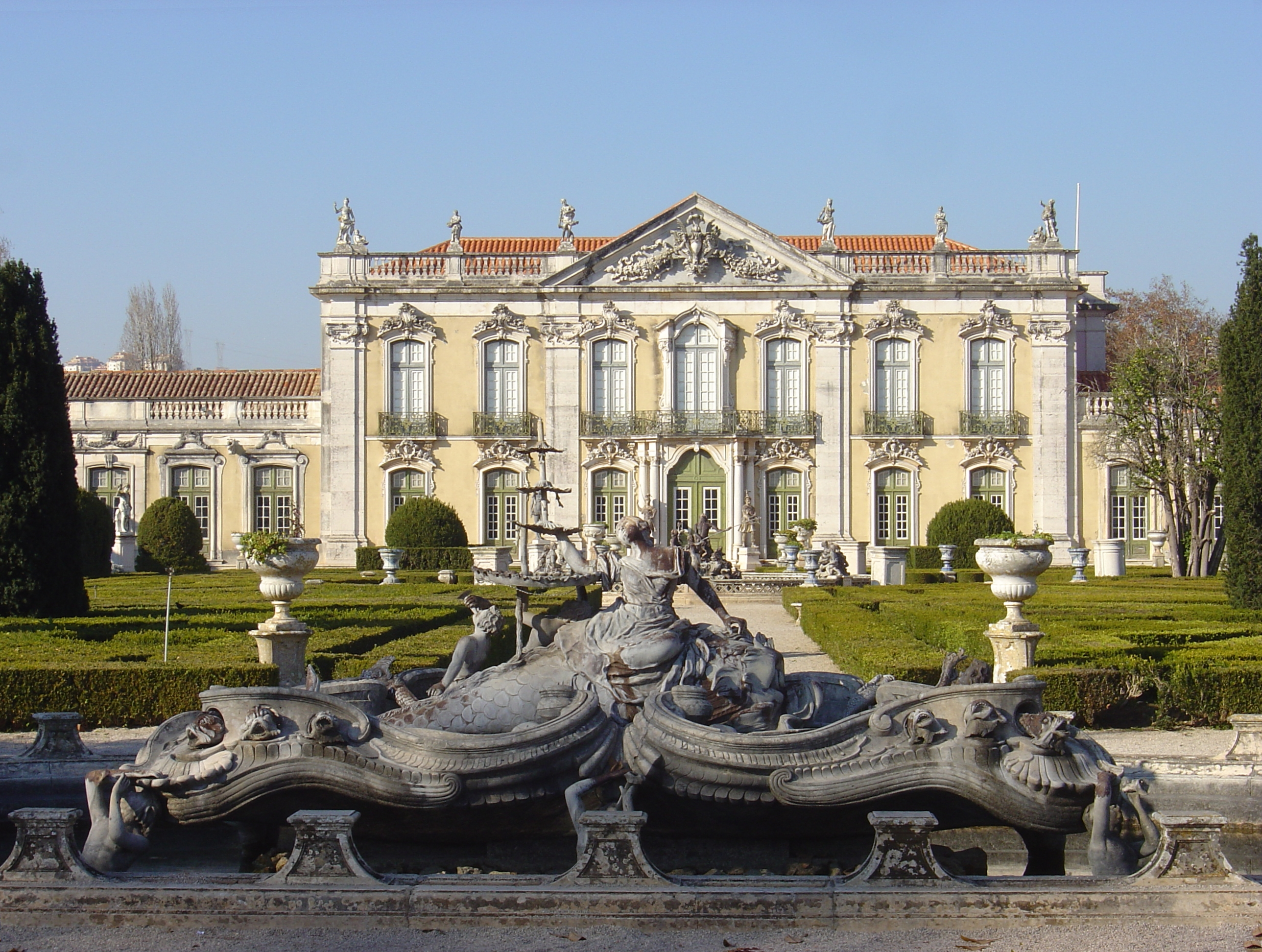
Palais royal de Queluz

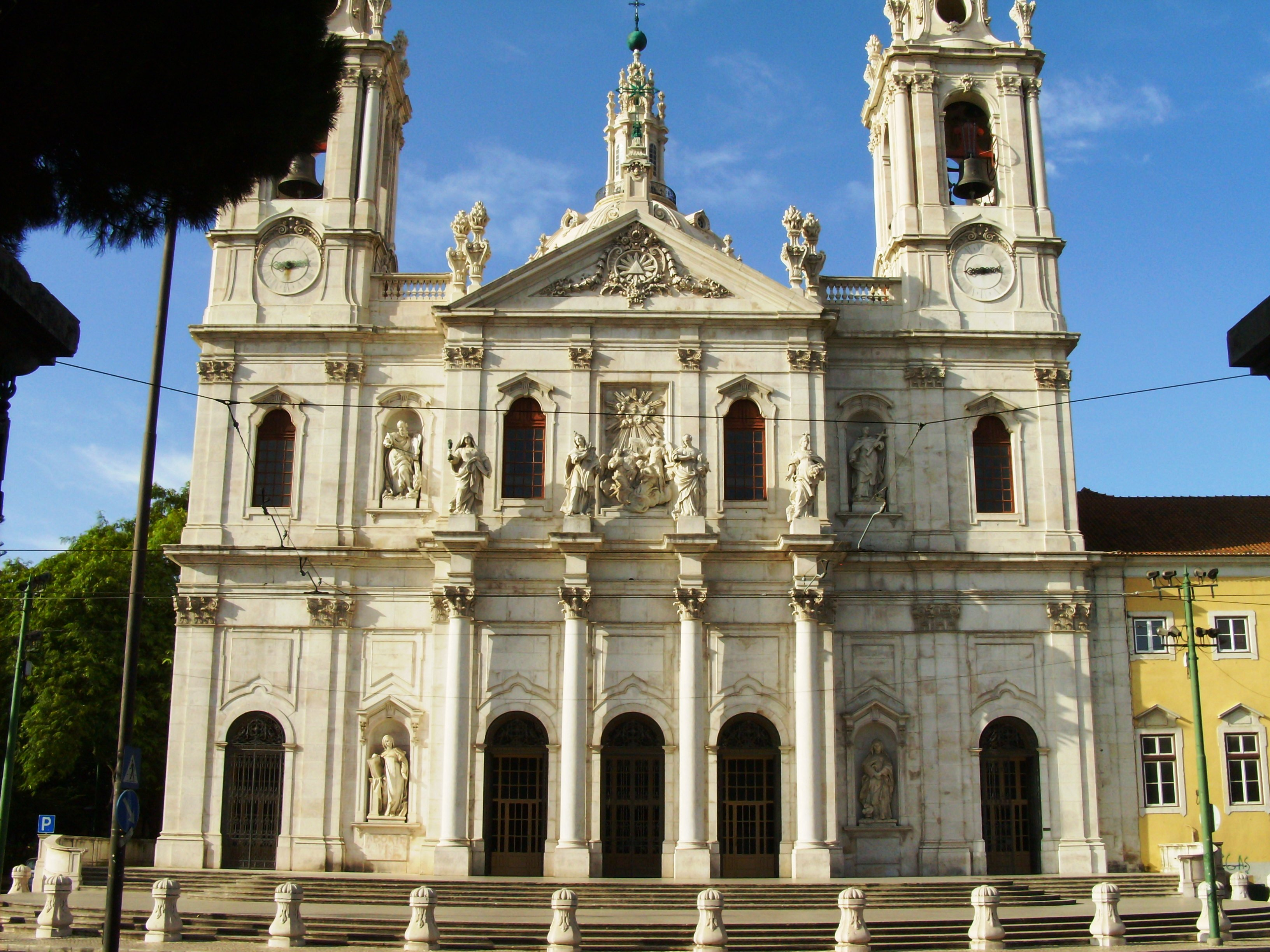
Basilique da Estrela de Lisbonne

Il s'est formé avec les architectes João Frederico Ludovice et Jean-Baptiste Robillon (actif au Portugal de 1758 à sa mort en 1782) pendant la construction du palais royal de Mafra - Tentative du roi du Portugal pour rivaliser avec le palais du roi d'Espagne, à l'Escorial.
Mateus Vicente de Oliveira a travaillé principalement dans une période architecturale de la fin des constructions faites dans les styles baroque et rococo. Bien qu'il soit surtout connu pour sa conception du Palais royal de Queluz sur lequel il a travaillé de 1747 à 1758, il a également travaillé sur de nombreux autres projets. La construction a été poursuivie par Jean-Baptiste Robillon, entre 1760 et 1786.
En 1750, il intervient sur la construction de l'église du monastère de Lorvão qui est construite jusqu'en 1761. Les travaux de décoration ont duré jusqu'en 1782.
Après le tremblement de terre de Lisbonne, en 1755, il a reconstruit l'église de Saint-Antoine de Lisbonne et la sacristie, entre 1767 et sa mort et travaillé à la restauration du palais national de Belém à partir de 1770.
En 1777, il a commencé à travailler sur la basilique da Estrela, à Lisbonne. Cette église était inachevée au moment de sa mort, en 1786 et les travaux se sont poursuivis sous la direction de Reinaldo Manuel dos Santos jusqu'en 1790. Reinaldo Manuel dos Santos a réalisé la plupart des détails classiques à l'extérieur de l'église, mais le plan de l'église est d'Oliveira.
L'église de la Mémoire (Igreja de Nossa Senhora do Livramento e de São José), à Lisbonne, a été construite en souvenir de la restauration de la santé du roi Dom José après une tentative d'assassinat, la construction de l'église avait été entreprise en 1760 suivant les plans de l'architecte Giovanni Carlo Bibienna, mais arrêtés en 1762. En novembre 1779, il reprend les travaux en modifiant les plans de la partie supérieure de l'église. Il reste la tour du clocher à construire à sa mort.

### Article annexe
- Architecture du Portugal